# Obrovac, Banjaluka
Obrovac je naselje v mestu Banjaluka, Bosna in Hercegovina. 

## Deli naselja
Bojanići, Čiče, Čorde, Donji Dojčinovići, Dragoljići, Đurđevići, Gornji Dojčinovići, Hrke, Jukići, Kovačevići, Kula, Maksimovići, Maletići, Malići, Marjanovići, Marušići, Miljići, Mrzići, Obrovac, Petrovići, Pranjići, Trivundže in Vukelići. 

## Prebivalstvo
| Pregled števila prebivalcev po letih | Pregled števila prebivalcev po letih | Pregled števila prebivalcev po letih | Pregled števila prebivalcev po letih | Pregled števila prebivalcev po letih | Pregled števila prebivalcev po letih |
| ------------------------------------ | ------------------------------------ | ------------------------------------ | ------------------------------------ | ------------------------------------ | ------------------------------------ |
| 1948                                 | 1953                                 | 1961                                 | 1971                                 | 1981                                 | 1991                                 |
| -                                    | -                                    | 1.436                                | 1.345                                | 1.259                                | 1.046                                |

| Narodna sestava prebivalstva po letih                                                                                           | Narodna sestava prebivalstva po letih                                                                                             | Narodna sestava prebivalstva po letih                                                                                            |
| --- | --- | --- |
| 1971 | 1981 | 1991 |
| . skupaj: 1.345 Srbi 1.321 (98,21 %) Hrvati 23 (1,71 %) Muslimani 0 (0,00 %) Jugoslovani 0 (0,00 %) drugi in neznano 1 (0,07 %) | . skupaj: 1.259 Srbi 1.177 (93,48 %) Hrvati 23 (1,82 %) Muslimani 0 (0,00 %) Jugoslovani 24 (1,90 %) drugi in neznano 35 (2,77 %) | . skupaj: 1.046 Srbi 1.012 (96,74 %) Hrvati 21 (2,00 %) Muslimani 0 (0,00 %) Jugoslovani 0 (0,00 %) drugi in neznano 13 (1,24 %) |